# Stichopogon oldroydi
Stichopogon oldroydi är en tvåvingeart som beskrevs av Joseph och Parui 1993. Stichopogon oldroydi ingår i släktet Stichopogon och familjen rovflugor. Inga underarter finns listade i Catalogue of Life.